# Stellio Lorenzi
Stellio Lorenzi (n. 7 mai 1921, Paris, Franța – d. 25 septembrie 1990, Paris, Franța) a fost un scenarist și regizor de film și televiziune francez. Părinții săi au fost imigranți italieni, tatăl său a fost din Sanremo. Stellio Lorenzi a fost comunist.

## Biografie
Stellio Lorenzi s-a născut la Paris, tatăl său fiind un italian din Sanremo. Și-a petrecut copilăria și adolescența la Cannes, apoi s-a mutat în capitală. După trei ani de studii superioare în matematică, s-a orientat spre arhitectură. I-a fost interzis examenul de admitere la École polytechnique, deoarece legile regimului de la Vichy au refuzat accesul fiilor străinilor. 
În 1944, a fost regizor asistent al lui Jacques Becker la producția filmului Inimi neliniștite (Falbalas). Până în 1951 a continuat această carieră și a colaborat cu regizori ca Jacques de Baroncelli⁠(d), Marc Maurette, Louis Daquinor și Gilles Grangier⁠(d).
În 1952, s-a alăturat televiziunii în curs de dezvoltare, pe care o cunoștea din 1949, când a fost profesor la IDHEC⁠(d). În 1953, Stellio Lorenzi, Jean Thévenot și René Lucot au fost amenințați cu demiterea de către secretarul de stat la Președinția Consiliului însărcinat cu Informațiile, Hugues, care i-a acuzat că sunt comuniști. În solidaritate cu cei trei regizori, a izbucnit o grevă îndelungată care a dus la reintegrarea lucrătorilor disponibilizați. Stellio Lorenzi era atunci secretar general al sindicatului regizorilor CGT⁠(d).
După ce a regizat programe artistice (seria Visites à), a încercat lucrări de dramaturgie (La parole est au prophète de Bernard Hecht , Arthur Adamov, La Servante de Marcelle Maurette⁠(d)). 
Stellio Lorenzi a filmat vodeviluri (Puricele în ureche de Georges Feydeau, 1956; Monsieur Chasse, 1958), piese de Eugène Labiche (Pălăria florentină, 1957; Călătoria domnului Perrichon, 1958). În 1960 a câștigat premiul Chevalier de la Barre⁠(d) pentru Montserrat de Emmanuel Roblès. A adaptat lucrări de literatură și teatru rusesc: Crimă și pedeapsă de Feodor Dostoievski în 1955; Regina de pică după Aleksandr Pușkin în 1958; Unchiul Vania de Anton Cehov în 1962.
Apartenența sa la Partidul Comunist Francez și-a pus amprenta în lucrările sale de televiziune precum La Charrue et les étoiles (Plugul și stelele) de Seán O'Casey, care descrie Rebeliunea de Paști din Dublin în 1916, trăită de proletari.
În 1962 a regizat filmul Climate, după romanul omonim al scriitorului André Maurois.
Între 1957–1966 a regizat 24 de episoade ale serialului TV istoric La caméra explore le temps.
Stellio Lorenzi a fost un regizor de televiziune care a contribuit la dezvoltarea televiziunii franceze, la fel ca, de exemplu, Claude Barma⁠(d), Jean Prat⁠(d) sau Marcel Bluwal⁠(d), iar lucrările sale sunt în concordanță cu angajamentul său politic și mai ales cu un ideal umanist și republican vibrant, în special în serialele sale istorice.
S-a căsătorit în 1946, este tatăl a patru copii: Claire (născut în 1949), Laura (născut în 1950), Jean-Louis Lorenzi (născut în 1954), regizor și Antoine Lorenzi (născut în 1959), de asemenea regizor.

## Filmografie

### Filme
Asistent de regie
- 1945: Falbalas⁠(d) de Jacques Becker
- 1946: La Rose de la mer de Jacques de Baroncelli⁠(d)
- 1947: Danger de mort de Gilles Grangier⁠(d)
- 1947: Dernier Refuge de Marc Maurette
- 1949: Le Point du jour de Louis Daquin[10]
- 1949: Le Mystère de la chambre jaune de Henri Aisner
- 1949: Le Parfum de la dame en noir de Louis Daquin
- 1949: Amour et compagnie de Gilles Grangier⁠(d)
- 1951: Maître après Dieu⁠(d) de Louis Daquin

Regizor
- 1962: Climats după André Maurois

Actor
- 1962: Adieu Philippine⁠(d) de Jacques Rozier⁠(d)

### Televiziune
Ca regizor
- 1952 : Serialul Visites à
- 1953 : La parole est au prophète după Hecht & Adamov
- 1954 : Volpone⁠(d) după Ben Jonson
- 1954: L'Affaire Lafarge, după reconstituirea procesului de către Marcelle Maurette, cu Maria Casares și Pierre Mondy (INA)
- 1955: Crime et Châtiment⁠(d) după Feodor Dostoievski
- 1956: La Belle Hélène după Jacques Offenbach
- 1956: La Puce à l'oreille⁠(d) după Georges Feydeau
- 1956-1957: seria Énigmes de l'histoire[11]
- 1957-1966: 28 episoade ale serialului La caméra explore le temps[12]
- 1957: Thérèse Raquin după Émile Zola
- 1957: Un chapeau de paille d'Italie de Eugène Labiche
- 1958: Monsieur chasse după Georges Feydeau
- 1958: La Dame de pique[13] după Alexandre Pouchkine cu Jean Rochefort, Roger Carel⁠(d), Daniel Ceccaldi, Arlette Thomas⁠(d)
- 1958: Le Voyage de monsieur Perrichon după Eugène Labiche
- 1959: Marie Stuart după Friedrich Schiller, film TV
- 1960: Montserrat după Emmanuel Roblès
- 1962: Unchiul Vania[14] după Anton Cehov cu Gérard Chouchan, Jean Topart⁠(d)
- 1963: La Charrue et les Étoiles după Sean O'Casey
- 1964: La caméra explore le temps (episodul: La Terreur et la Vertu) [15] din emisiunea La caméra explore le temps creată în 1957 de Stellio Lorenzi, André Castelot⁠(d) și Alain Decaux
- 1965: Donadieu[16][17]
- 1967: Jacquou le Croquant[18], serial cu șase episoade
- 1971: La Cerisaie după Anton Cehov
- 1974: Antigone după Sophocle
- 1975: Les Rosenberg ne doivent pas mourir[19], film TV, adaptare de Alain Decaux cu Marie-José Nat, Paul Le Person⁠(d), Georges Wilson
- 1978: Émile Zola ou la conscience humaine[20]